# Clifford Coffin (photographe)
Pour les articles homonymes, voir Coffin.
Clifford Coffin (Salem, 18 juin 1913 - Pasadena, 2 mars 1972) est un photographe de mode et portraitiste américain. Il est, durant les années 1950, en contrat avec Condé Nast et publié dans différentes éditions de Vogue.

## Biographie
Son père est représentant de commerce et le fait voyager. Clifford Coffin fait ses études à Pasadena puis à l'université de Californie à Los Angeles. Après différents petits boulots, il s'installe à New York en 1938 et entre chez le pétrolier Texaco.
Autodidacte, il débute en 1944 ; durant les années 1950 Clifford Coffin travaille essentiellement pour Condé Nast et son magazine Vogue, dont il fera plusieurs couvertures surtout avec des portraits. Qualifié de nos jours d'« injustement oublié », il photographie les grands mannequins de cette époque telles Suzy Parker, Wenda Rogerson ou Barbara Goalen, son modèle favori,. Pendant les séances photo, son comportement reste connu pour être « ambivalent », « versatile », « agressif » voire « violent » avec les rédactrices de mode ou ses mannequins, n'hésitant pas au dernier moment à changer radicalement leur apparence physique en fonction de ses caprices,. Seule Barbara Goalen est épargnée. Il est en contrat avec le Vogue américain où il collabore étroitement avec Alexander Liberman qui le suit depuis ses débuts. Des échanges étant alors effectués, Clifford Coffin se voit également publié dans l'édition française (1948-49), l'édition anglaise ainsi que dans Glamour. Il travaillera un temps dans les studios londoniens du Vogue local,. Rentré à New York, il est envoyé à Paris et photographie des créations du New Look de Christian Dior. En parallèle de la mode, il travaille pour la publicité. Quelques années plus tard, il est à son apogée de son art. Sa dernière image est publiée dans Harper's Bazaar en 1961, puis il prend sa retraite de la photographie. Toutes ses archives de son studio new-yorkais disparaissent dans un incendie quatre ans plus tard,. Des images sont retrouvées au Vogue britannique en 1986.
Durant sa carrière, Clifford Coffin réalise également des portraits de personnalités telles Truman Capote son ami, Christian Dior, Jean Marais, Gloria Swanson ou Arthur Miller ainsi que des « nus masculins d'inspiration homosexuelle »,.
Autodestructeur, il souffre d'alcoolisme et de toxicomanie et meurt en 1972 d'un cancer du larynx à Pasadena en Californie, à l'âge de 58 ans.